# Сенющенков, Виктор Тихонович
Виктор Тихонович Сенющенков (1923—1998) — капитан Советской Армии, участник Великой Отечественной войны, Герой Советского Союза (1944).

## Биография
Виктор Сенющенков родился 28 сентября 1923 года в селе Брасово (ныне — Брянская область). После окончания восьми классов школы работал электросварщиком в Новосибирской области. В апреле 1942 года Сенющенков был призван на службу в Рабоче-крестьянскую Красную Армию. С июля того же года — на фронтах Великой Отечественной войны.
К сентябрю 1943 года красноармеец Виктор Сенющенков был наводчиком миномёта 141-го отдельного миномётного полка 8-й гвардейской армии Юго-Западного фронта. Отличился во время битвы за Днепр. В конце сентября 1943 года Сенюшенков одним из первых переправился через Днепр к северу от Запорожья и принял активное участие в боях за захват и удержание плацдарма на его западном берегу, нанеся противнику большие потери. Продолжал вести огонь, даже оставшись единственным в строю из всего расчёта, а когда миномёт был уничтожен, стрелял из противотанкового ружья, подбив 2 танка. Во главе оставшихся на плацдарме шестерых бойцов продолжал сражаться до переправы основных сил, уничтожив около 20 солдат и офицеров противника.
Указом Президиума Верховного Совета СССР от 22 февраля 1944 года за «мужество и героизм, проявленные на фронте борьбы с немецкими захватчиками», красноармеец Виктор Сенющенков был удостоен высокого звания Героя Советского Союза с вручением ордена Ленина и медали «Золотая Звезда» за номером 2666.
После окончания войны Сенющенков продолжил службу в Советской Армии. В 1947 году он окончил Рязанское артиллерийское училище. В 1953 году в звании капитана Сенющенков был уволен в запас. Проживал и работал в Кемерово. Умер 25 марта 1998 года.

## Награды
Был также награждён орденом Отечественной войны 1-й степени и рядом медалей.